# Piger i trøjen
Piger i trøjen er en dansk komediefilm fra 1975, skrevet og instrueret af Finn Henriksen. Det er den første film i en serie på tre film, der også inkluderer Piger i trøjen 2 (1976) og Piger til søs (1977). Fælles for de tre film er de fire veninder Marianne Valdorff, Vibsen, Magda Gammelgaard og Irmgard Martinsen.
Genre
De tre film "Piger i trøjen" (1975), "Piger i trøjen 2" (1976) og "Piger til søs" (1977) udgør en trilogi om kvinder i forsvaret, som minder om Soldaterkammerater-serien (1958-1968).

## Medvirkende
- Birte Tove - Marianne Valdorff
- Helle Merete Sørensen - Vibsen
- Ulla Jessen - Magda Gammelgaard
- Marianne Tønsberg - Irmgard Martinsen
- Dirch Passer - Oversergent Vasby
- Kirsten Walther - Seniorsergent Meldgård
- Karl Stegger - Major Basse
- Paul Hagen
- Per Pallesen
- Ole Monty
- Torben Jensen
- Lars Høy
- Pierre Miehe-Renard
- Søren Strømberg
- Tommy Kenter
- Finn Nielsen
- Otto Brandenburg
- Hardy Rafn
- Per Bentzon Goldschmidt
- Gotha Andersen
- Lilli Holmer
- Birger Jensen
- Dick Kaysø
- Gertie Jung